# 鄭鴻標
丹斯里鄭鴻標（1930年3月14日—2022年12月12日），马来西亚华人企业家。马来西亚大众银行创始人、名譽主席、董事暨顾问。

## 生平
出生在新加坡，早年毕业于英华学校。他于1956年结婚并育有一儿三女。
退役後，他于1950年开始从事银行事业并于华侨银行担任职员并于5年内从助理会计师升至主管。他受上司邱德拔的赏识，于1960年加入当时刚成立的马来亚银行，在1964年时升至该银行的总经理，当时他只有34岁。之后，他于1966年退出马来亚银行并着手创办大众银行。大众银行现今为马来西亚第三大国内银行，这可显得马来西亚华商白手起家的独特风格。
1970年代，郑鸿标曾任吉隆坡工业有限公司、伦敦及太平洋保险有限公司等企业的董事长。
身为马来西亚亿万富豪之一的郑鸿标，曾获三间大学（美国西太平洋大学、科普顿大学及马来亚大学）颁发学位，并担任英国行政管理学院新加坡分院的名誉院长。1983年受封丹斯里。在2017年《福布斯》的调查中，郑鸿标预计拥有大约47亿美元的资产，使他成为排名世界第348的富豪，总资产在马来西亚排名第四，2018年資產增加至54億美元。2017年7月，鄭鴻標宣布於2019年1月1日退下主席職務。
2019年1月29日，郑鸿标获得双威大学所颁发的“大学荣誉博士”学位，以表彰他对马来西亚银行和金融业所做出的贡献。
2022年12月12日，大众银行官方发文告证实郑鸿标于早上10时20分与世长辞，享年92岁。

## 奖项与荣誉
郑鸿标在他的职业生涯中大约获得了45个奖项，包括首次颁发的“亚洲金融服务发展卓越贡献奖”以及亚太品牌基金会颁发的有史以来“最伟大的马来西亚银行家”奖。

### 勋章

#### 马来西亚
- 马来西亚
  -  马来西亚王室忠诚勋章（英语：Order of Loyalty to the Crown of Malaysia#Commander）司令（PSM） – 丹斯里（1983）[14][15]
- 彭亨
  - 太平局绅（1967）[16]
  -  彭亨王室勋章（英语：Order of the Crown of Pahang）一级总指挥官（SIMP）– 前称拿督，现为拿督因德拉
  -  彭亨州授勋及嘉奖制度一级总指挥官（SSAP）– 拿督斯里 （2002）[15]
- 柔佛
  -  柔佛王室勋章一级总指挥官（SPMJ） – 拿督
  -  苏丹依斯迈勋章（英语：Order of Loyalty of Sultan Ismail of Johor）一级大指挥官（SSIJ） – 拿督[4]

#### 柬埔寨
- 莫尼色拉丰皇家骑士团指挥官（2016）

柬埔寨王国政府授勋，以表彰他在过去24年来对柬埔寨发展的杰出领导和巨大的社会经济贡献，有史以来第一位获得柬埔寨皇家勋章的马来西亚银行家。

## 参見
- 大眾銀行
- 大眾金融控股
- 马来西亚钜富榜